# La canción de Bernadette
La canción de Bernadette (The Song of Bernadette) es una película de 1943 dirigida por Henry King y con Jennifer Jones encarnando a la protagonista.

## Argumento

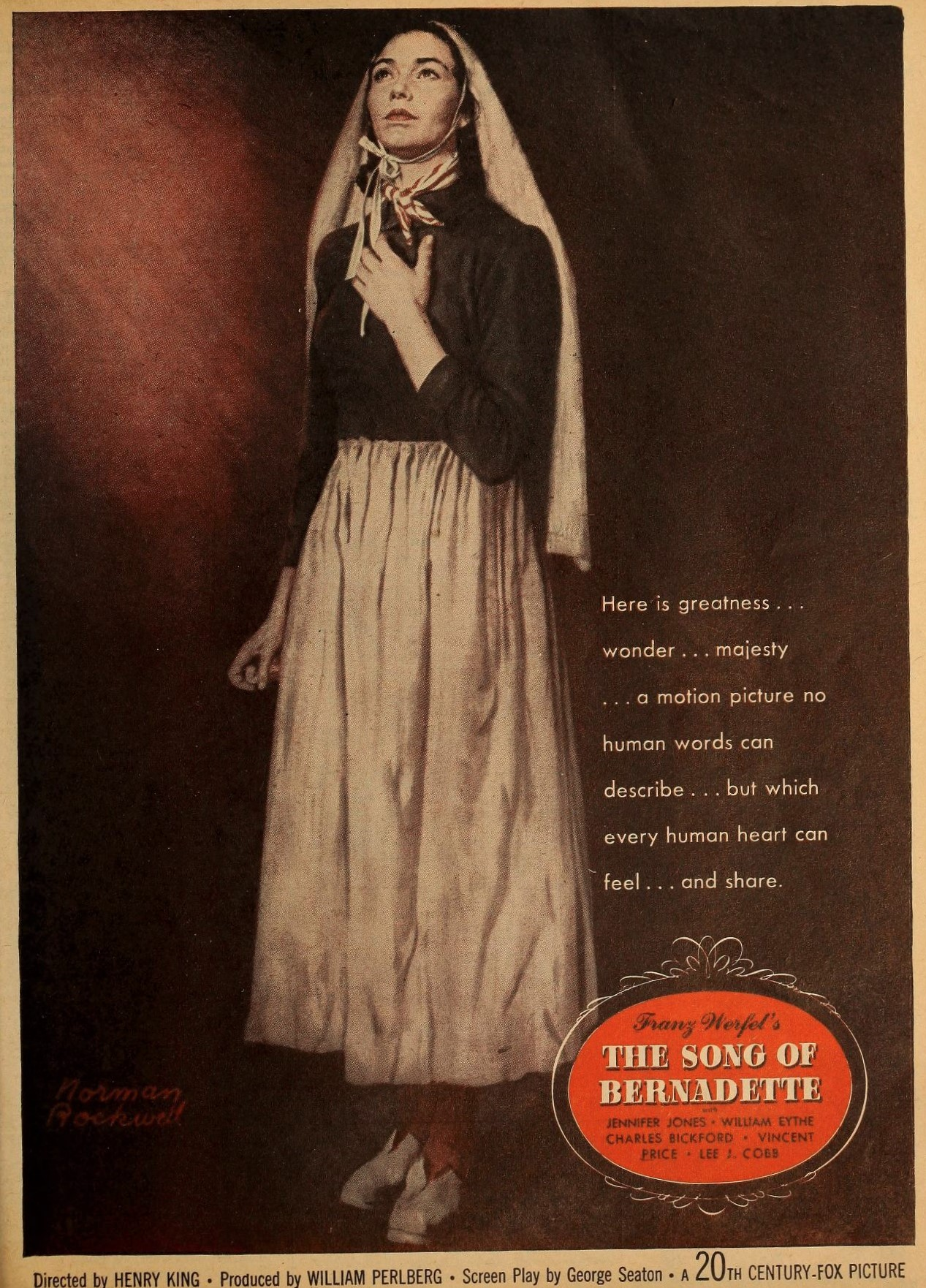
Cartel publicitario (1943)

La película narra la historia de Bernadette Soubirous, pastora francesa a quien se apareció la Virgen María en Lourdes en 1858. El escepticismo inicial con que fue recibida la noticia cambió no solo por las curaciones inexplicables al beber del agua de un manantial que brotó al excavar la niña el suelo con sus propias manos, sino también porque el párroco preguntó cuál era el nombre de la dama que decía ver Bernadette, a lo cual su contestación fue que su nombre era la Inmaculada Concepción cuestión teológica muy discutida en ese momento en Roma y fuera del conocimiento de una pastora analfabeta.
Narra también su ingreso en las Hijas de la Caridad, donde sufrió la incomprensión de la Superiora que no creyó en sus visiones, y donde padeció mucho a causa de un tumor en la pierna que le impedía caminar. La Superiora, desconociendo esto, pensó que se trataba de ganas de hacerse notar por parte de la Hermana Bernadette, llegando a castigarla con no salir de su celda.
La película al final narra el arrepentimiento de la Superiora por el sufrimiento causado a Bernadette, y el momento de su muerte en 1879, en el que dice: "Es ella, qué hermosa es, yo la vi". Fue proclamada santa en 1933 por el papa Pío XI, diez años antes de rodarse este film hagiográfico.

## Reparto
| Actor             | Personaje                 | Notas                             |
| ----------------- | ------------------------- | --------------------------------- |
| Jennifer Jones    | Bernadette Soubirous      |                                   |
| Charles Bickford  | Abate Dominique Peyramale |                                   |
| William Eythe     | Antoine Nicoleau          |                                   |
| Gladys Cooper     | Marie Therese Vauzou      | Maestra de novicias de Bernadette |
| Vincent Price     | Vital Dutour              | Fiscal imperial                   |
| Lee J. Cobb       | Dr. Dozous                |                                   |
| Anne Revere       | Louise Casterot Soubirous | Madre de Bernadette               |
| Roman Bohnen      | François Soubirous        | Padre de Bernadette               |
| Mary Anderson     | Jeanne Abadie             | Amiga de Bernadette               |
| Patricia Morison  | Emperatriz Eugenie        |                                   |
| Jerome Cowan      | Emperador Napoleón III    |                                   |
| Aubrey Mather     | Alcalde Lacade            |                                   |
| Charles Dingle    | Jacomet                   |                                   |
| Edith Barrett     | Croisine Bouhouhorts      |                                   |
| Sig Ruman         | Louis Bouriette           |                                   |
| Blanche Yurka     | Bernarde Casterot         | Tía de Bernadette                 |
| Ermadean Walters  | Marie Soubirous           | Hermana de Bernadette             |
| Marcel Dalio      | Callet                    |                                   |
| Pedro de Córdoba  | Dr. LeCramps              |                                   |
| Fortunio Bonanova | Príncipe imperial Louis   | No acreditado                     |
| Harry Cording     | Albañil                   | No acreditado                     |
| Linda Darnell     | La Inmaculada Concepción  | No acreditada                     |
| Alan Napier       | Dr. Debeau, el psiquiatra | No acreditado                     |
| Frank Reicher     | Dr. St. Cyr               | No acreditado                     |
| Edward Van Sloan  | Doctor                    | No acreditado                     |

## Comentario
Esta película fue la consagración como actriz de Jennifer Jones, quien consiguió un Oscar a la mejor actriz principal en la edición de 1943. La película, además obtuvo otros tres Oscar, y fue nominada a ocho más.

## Galardones
- Premios Óscar 1943
  - Mejor actriz principal: Jennifer Jones
  - Mejor fotografía en blanco y negro: Arthur Miller
  - Mejor decoración en blanco y negro: James Basevi, William Darling y Thomas Little
  - Mejor banda sonora en película dramática: Alfred Newman

- Otras nominaciones
  - Mejor película
  - Mejor director: Henry King
  - Mejor actor de reparto: Charles Bickford
  - Mejor actriz de reparto: Anne Revere
  - Mejor actriz de reparto: Gladys Cooper
  - Mejor guion adaptado: George Seaton
  - Mejor sonido: E. H. Hansen
  - Mejor montaje: Barbara McLean